# Bohdan Guerquin
Bohdan Jan Guerquin (ur. 26 stycznia 1904 w Nowogrodzie Wielkim, zm. 28 września 1979 we Wrocławiu) – polski architekt, historyk architektury.

## Życiorys
Był wnukiem emigranta francuskiego. Urodził się w rodzinie Kazimierza, inżyniera komunikacji, i Zofii z Sadowskich. Do gimnazjum uczęszczał w Radomiu, Mohylowie i Warszawie. W latach 1925–1936 studiował architekturę na Politechnice Warszawskiej u Rudolfa Świerczyńskiego. Na wydziale od 1927 pracował w Zakładzie Architektury Polskiej, od 1929 jako członek sekcji historii fortyfikacji, a od 1934 jako asystent. Następnie w okresie 1936–1945 pracował dydaktycznie i naukowo w Zakładzie Architektury Polskiej Politechniki Warszawskiej u Oskara Sosnowskiego. Pod jego kierunkiem rozpoczął prace nad doktoratem i jako starszy asystent wydał pierwsze publikacje o zamkach. Jako asystent w ZAP badał wraz z Stanisławem Herbstem zamki Podola i Wołynia. W 1940 ratował Zamek Królewski w Warszawie. Podczas okupacji (1939–1945) pracował jako adiunkt na tajnym Wydziale Architektury PW u Jana Zachwatowicza. Podczas okupacji wykładał w tajnych szkołach budowlanych. Jesienią 1944 roku, po upadku powstania warszawskiego, uczestniczył wraz J. Zachwatowiczem, S. Herbstem, Piotrem Biegańskim i Stanisławem Lorentzem w tzw. akcji pruszkowskiej, ratując zbiory naukowe. 5 stycznia 1945 został osadzony przez Niemców w obozie na Prądniku i wywieziony do Makowa.
Po zakończeniu działań wojennych, w latach 1945–1947 organizował Katedrę Historii Architektury Polskiej i Zakład Architektury Polskiej przy Wydziale Architektury Akademii Górniczo-Hutniczej w Krakowie. W latach 1946–1947 pełnił funkcję Kierownika Odnowienia Zamku na Wawelu. Od 1947 roku był zastępcą profesora w ZAP PW w Warszawie. W latach 1947–1950 prowadził zajęcia dydaktyczne na Wydziale Architektury Politechniki Warszawskiej, w Akademii Sztuk Pięknych oraz na uniwersytetach w Łodzi i Warszawie. W 1949 roku ukończył rozpoczętą przed wojną u prof. Oskara Sosnowskiego rozprawę (promotor prof. Jan Zachwatowicz) pod tytułem Zamek w Jazłowcu i uzyskał stopień doktora nauk technicznych. W tym czasie badał m.in. zamki w Malborku i Chęcinach. W 1951 roku zorganizował, a następnie kierował Katedrą Historii Architektury Polskiej we Wrocławiu. W 1954 został profesorem nadzwyczajnym. W 1961 roku zamieszkał we Wrocławiu. W 1969 roku został profesorem zwyczajnym. M.in. członek Komisji Architektury i Urbanistyki Sekcji Ochrony Zabytków PAN, Komisji Historii Sztuki Akademii Umiejętności w Krakowie. W końcu lat 70. XX wieku zorganizował przy wrocławskim oddziale PAN Komisję Architektury i Urbanistyki. W 1974 przeszedł na emeryturę.
Wypromował pięciu doktorów oraz czterech doktorów habilitowanych i profesorów wśród wychowanków. Był jednym z najlepszych znawców średniowiecznej architektury obronnej w Polsce.
Został we Wrocławiu, pochowany na cmentarzu św. Rodziny przy ul. Smętnej (sektor 11-6-8,8a).

### Małżeństwo
Jego żoną była architektka Anna Boyé-Guerquin. Para pobrała się w 1950.

## Wybrane publikacje
- Zamek w Jazłowcu w: Biuletyn Historii Sztuki i Kultury z 1948 r., t. 8[4].
- Zamek w Drzewicy, w: Teka Konserwatorska z 1952 r., z. 1[5].
- Zamek w Malborku, wyd. Arkady, Warszawa 1960[6].
- Zamek jazłowiecki [w:] Studia i Materiały do Teorii i Historii Architektury i Urbanistyki, Warszawa, 1960. Т. 2.
- Zamki Śląskie, Zakład Historii Architektury Polskiej Politechniki Wrocławskiej, Wydawnictwo Budownictwo i Architektura, Warszawa 1957.
- Zamki w Polsce, wyd. Arkady, Warszawa 1974 i 1984.

## Ordery i odznaczenia
- Krzyż Kawalerski Orderu Odrodzenia Polski[7]
- Medal 10-lecia Polski Ludowej (19 stycznia 1955)[8]